# Darell Garretson
Darell Lee Garretson (Long Point, 18 marzo 1932 – Mesa, 21 aprile 2008) è stato un arbitro di pallacanestro statunitense, membro del Naismith Memorial Basketball Hall of Fame dal 2016.
Ha arbitrato per 27 stagioni in NBA (dal 1967 al 1994), per un totale di 1.798 incontri in stagione regolare e 269 di playoff.